# Schalwand (Alpen)
Die Schalwand ist ein Berg des Kaunergrats, eines Gebirgszuges der Ötztaler Alpen. Er ist mit 2942 m der höchste Berg des vorderen Kaunergrats und wird nach Süden hin an Höhe erst vom Großen Dristkogel übertroffen, welcher der erste Dreitausender des Kammes ist.
Die Schalwand fällt durch ihren breiten, mächtigen Felsbau auf. Ihr nordwärts ziehender Rücken fällt vom südlich gelegenen Gipfel nur schwach ab. Vom Brechseekar aus gesehen erinnert der Berg an eine gigantische Eierschale, was ihm den etwas merkwürdigen Namen eingetragen haben dürfte. Er ist auch unter dem Namen Schwarzwand bekannt, weil er am Ansatz der konvexen Flanke über auffällige schwarze Gesteinsschichten verfügt. Die Schalwand dominiert das Panorama des vorderen Kaunergrates durch seine Höhe und Mächtigkeit. Er ist dem Hauptkamm des Kaunergrats etwas in Richtung Pitztal vorgelagert.

## Ersteigungsgeschichte
Am 28. Juli 1900 beschritt Rudolf L. Kusdas von der Hohen Aifnerspitze kommend den nach Süden weiterziehenden Grat. Über die beiden unbedeutenden Graterhebungen des Hochschalterngrates gelangte er, das Köpfle überschreitend, zu den Erhebungen des Stupfarri. Von dort kommend erstieg er schließlich den damals als „Schalenberg“ bezeichneten Gipfel über die Südseite.

## Routen
Der Normalweg führt von der Mauchelealm auf markiertem Steig zum Brechsee. Man folgt dem weiterhin markierten Steig über steile Berghänge und Geröllterrassen in Richtung des Krummen Sees, den man nach etwa einer Stunde vom Brechsee aus erreicht. Über die Geröllhänge der Mulde quert man auf die andere Seeseite, dorthin, wo eine steile Wandflucht vom nördlich gelegenen Stupfarriköpfle herabzieht. Auf  den Geröllhängen über dem See unter dem Wandabschnitt hindurch, bis Schrofenhänge zur Linken den Aufstieg ermöglichen. Über Geröllfelder und Schrofen zur Mulde des Oberen Krummen Sees, an deren östlichem Ende der steile Rücken zum Gipfel der Schalwand hinaufzieht. Am Seerand entlang zur blockigen Gratflanke und östlich über Blöcke hinauf zum Grat (I). Nun über den breiten aber teilweise steilen Grat zum Gipfel mit Steinmann.

## Bilder

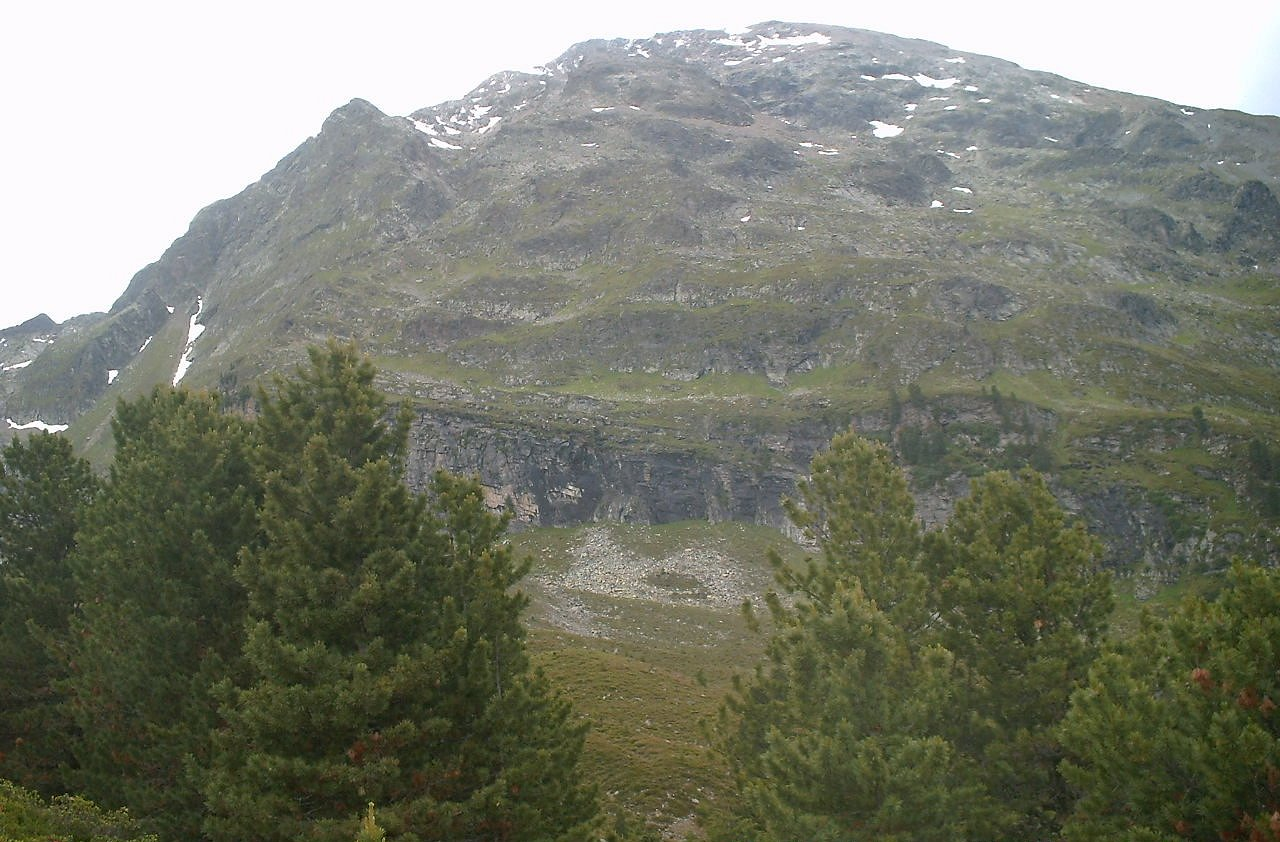
Schalwand aus dem Brechseekar
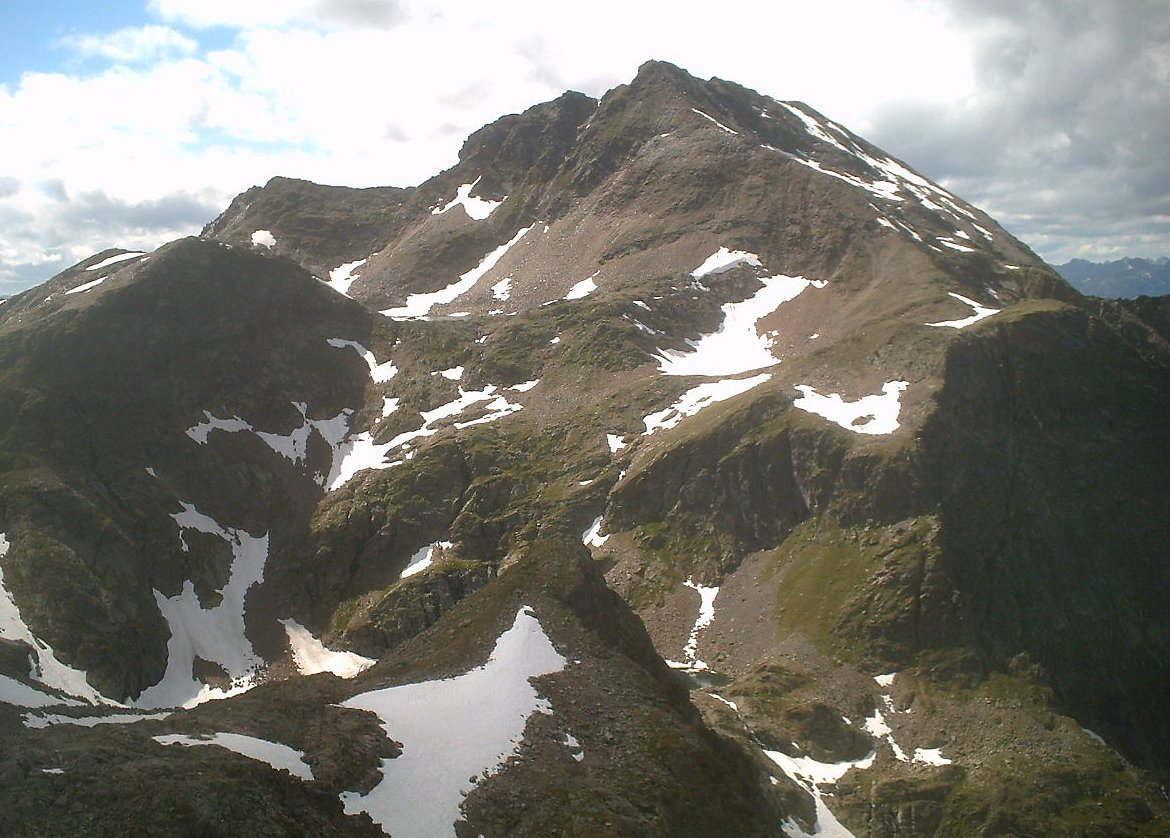
Schalwand vom Aherkogel (von Süden)
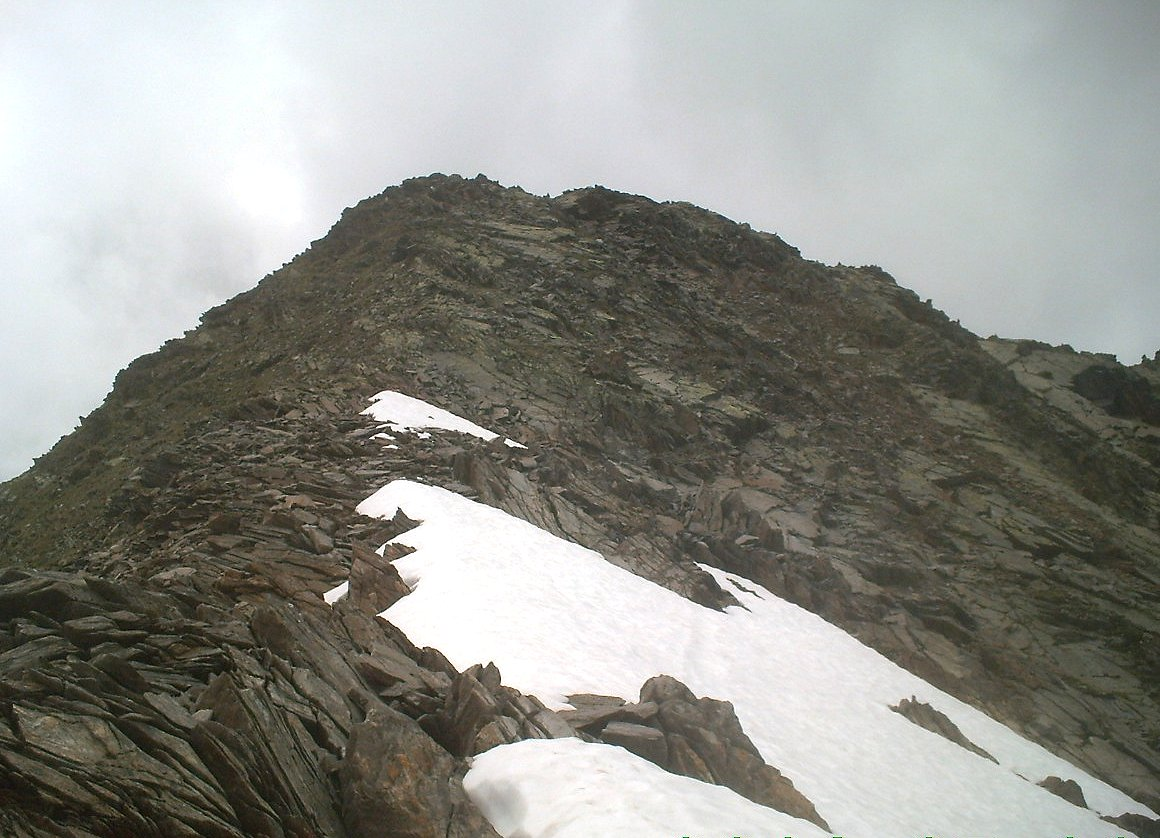
Auf dem Südgrat der Schalwand